# Diocesi di Acrasso
La diocesi di Acrasso (in latino Dioecesis Acrassiotana) è una sede soppressa del patriarcato di Costantinopoli e una sede titolare della Chiesa cattolica.

## Storia
Acrasso, situata nell'alta valle del Caico nell'odierna Turchia, è un'antica sede episcopale della provincia romana della Lidia nella diocesi civile di Asia. Faceva parte del patriarcato di Costantinopoli ed era suffraganea dell'arcidiocesi di Sardi.
La diocesi è documentata nelle Notitiae Episcopatuum del patriarcato di Costantinopoli fino al XII secolo. Nelle Notitiae del X secolo la sede assume il nome di "Acrasso o Lipara".
Tre sono i vescovi attribuibili a questa antica sede episcopale. Il primo è Patrizio, che partecipò al concilio di Calcedonia nel 451. A causa dell'omonimia, nelle fonti antiche, tra questa sede e quella di Acarasso nella Licia, è incerta l'attribuzione di due vescovi con lo stesso nome, Costantino, il primo che prese parte al concilio di Nicea del 787 e il secondo che partecipò al concilio di Costantinopoli dell'879-880 che riabilitò il patriarca Fozio di Costantinopoli.
Il primo (787) è attribuito da Le Quien, Darrouzès e Lamberz alla sede di Lidia, mentre Pétridès a quella di Licia. Circa il secondo vescovo Costantino (879), Le Quien lo inserisce in entrambe le cronotassi, mentre Pétridès è propenso ad attribuirlo alla diocesi di Acrasso in Lidia. Gli editori della Prosopographie der mittelbyzantinischen Zeit assegnano questo secondo Costantino alla provincia della Lidia.
Dal 1933 Acrasso è annoverata tra le sedi vescovili titolari della Chiesa cattolica; la sede è vacante dal 6 dicembre 2018.

## Cronotassi

### Vescovi greci
- Patrizio † (menzionato nel 451)
- Costantino I ? † (menzionato nel 787)
- Costantino II ? † (menzionato nell'879)

### Vescovi titolari
- Leopoldo Arayata Arcaira[6] † (6 novembre 1961 - 23 novembre 1994 deceduto)
- Đura Džudžar[7] (3 marzo 2001 - 6 dicembre 2018 nominato eparca di San Nicola di Ruski Krstur)